# Radoje Domanović
Radoje Domanović (16 tháng 2 năm 1873 – 17 tháng 8 năm 1908) là một nhà văn, nhà báo và giáo viên người Serbia, nổi tiếng nhất với những truyện ngắn châm biếm.

## Tiểu sử
Radoje Domanović được sinh ra tại làng Ovsište ở miền Trung Serbia, con trai của một giáo viên địa phương kiêm doanh nhân Miloš Domanović, và Persida Cukić, hậu duệ của Pavle Cukić, một trong những chỉ huy quân sự của Cuộc nổi dậy thứ nhất và thứ hai của người Serbia. Ông đã trải qua thời thơ ấu tại làng Gornje Jarušice gần Kragujevac, nơi ông học tiểu học. Ông tốt nghiệp trung học cơ sở tại Kragujevac và Khoa Triết học tại Đại học Belgrade, tại đó ông học ngôn ngữ và lịch sử Serbia.
Năm 1895, Domanović có cuộc hẹn đầu tiên, một bài giảng ở Pirot, phía nam Serbia, khu vực chỉ mới được giải phóng khỏi Đế quốc Ottoman gần đây. Tại Pirot, ông đã gặp Jaša Prodanović, một giáo viên kiêm nhà hoạt động, người đã giúp định hình quan điểm chính trị của ông. Ở đó, ông cũng gặp người vợ tương lai của mình, Natalija Raketić, một giáo viên trường nghèo ở Sremski Karlovci, người đã hỗ trợ trong suốt cuộc đời ngắn ngủi và đầy sóng gió của ông, và có ba đứa con với ông.
Kể từ khi ông gia nhập Đảng đối lập Nhân dân cực đoan, ông đã xung đột với triều đại Obrenović, và được chuyển đến Vranje vào cuối năm 1895, sau đó vào năm 1896, lại chuyển sang Leskovac. Sự nghiệp viết lách của Domanović cũng bắt đầu trong những ngày dạy học, truyện ngắn thực tế đầu tiên của ông xuất bản năm 1895. Sau lần xuất hiện công khai đầu tiên chống lại chính phủ vào năm 1898, cả ông và vợ đều bị đuổi khỏi dịch vụ công cộng, và Domanović cùng gia đình chuyển đến Belgrade.
Tại Belgrade, ông bắt đầu làm việc với các nhà văn đồng nghiệp trong nhật báo hàng tuần "Zvezda" (Ngôi Sao) và tờ báo chính trị đối lập "Odjek" (Tiếng Vang). Lúc này ông bắt đầu viết và xuất bản những câu chuyện châm biếm đầu tiên của mình, như là "Quỷ" và "Xóa bỏ đam mê". Radoje trở nên nổi tiếng từ khi xuất bản những câu chuyện nổi tiếng nhất của ông, "Người lãnh đạo" (1901) và "Stradija" (1902), trong những tác phẩm này ông công khai tấn công và vạch trần đạo đức giả và ngụy biện của thời kỳ chánh thể.
Sau cuộc đảo chính chấm dứt triều đại của Alexander Obrenović vào năm 1903, ở đỉnh cao của sự nổi tiếng, Domanović đã nhận được văn bản ghi chép của Bộ Giáo dục, và chính phủ mới cho phép ông đến Đức trong một năm chuyên hoá, và ông đã dành thời gian đó tại Munich. Trở lại Serbia, Radoje thấy thất vọng vì không có bất kỳ thay đổi thực sự nào trong xã hội. Ông bắt đầu viết tuần báo chính trịcủa riêng mình, "Stradija", trong đó ông tiếp tục chỉ trích những điểm yếu của nền dân chủ mới, nhưng bài viết của ông không còn sức mạnh và cảm hứng như trước đây.
Radoje Domanović qua đời lúc nửa đêm sau ba mươi phút bước sang ngày 17 tháng 8 năm 1908, ở tuổi 35, sau một thời gian dài chống chọi với bệnh viêm phổi mãn tính và bệnh lao. Ông được chôn cất tại Nghĩa trang mới Belgrade. Các tác phẩm chưa được công bố còn lại của ông đã bị mất trong Thế Chiến I.

## Công trình văn học
Một số tác phẩm nổi tiếng nhất của Radoje Domanović bao gồm:
- Biển chết, 1902
- Cuộc nổi dậy hiện đại, 1902
- Đóng dấu, 1899
- Kraljević Marko lần thứ hai giữa những người Serb, 1901
- Lý do của một con bò Serbia bình thường, 1902
- Người lãnh đạo, 1901
- Quỷ, 1898
- Stradija, 1902
- Xóa bỏ đam mê, 1898